# Kaiserdom (Königslutter)

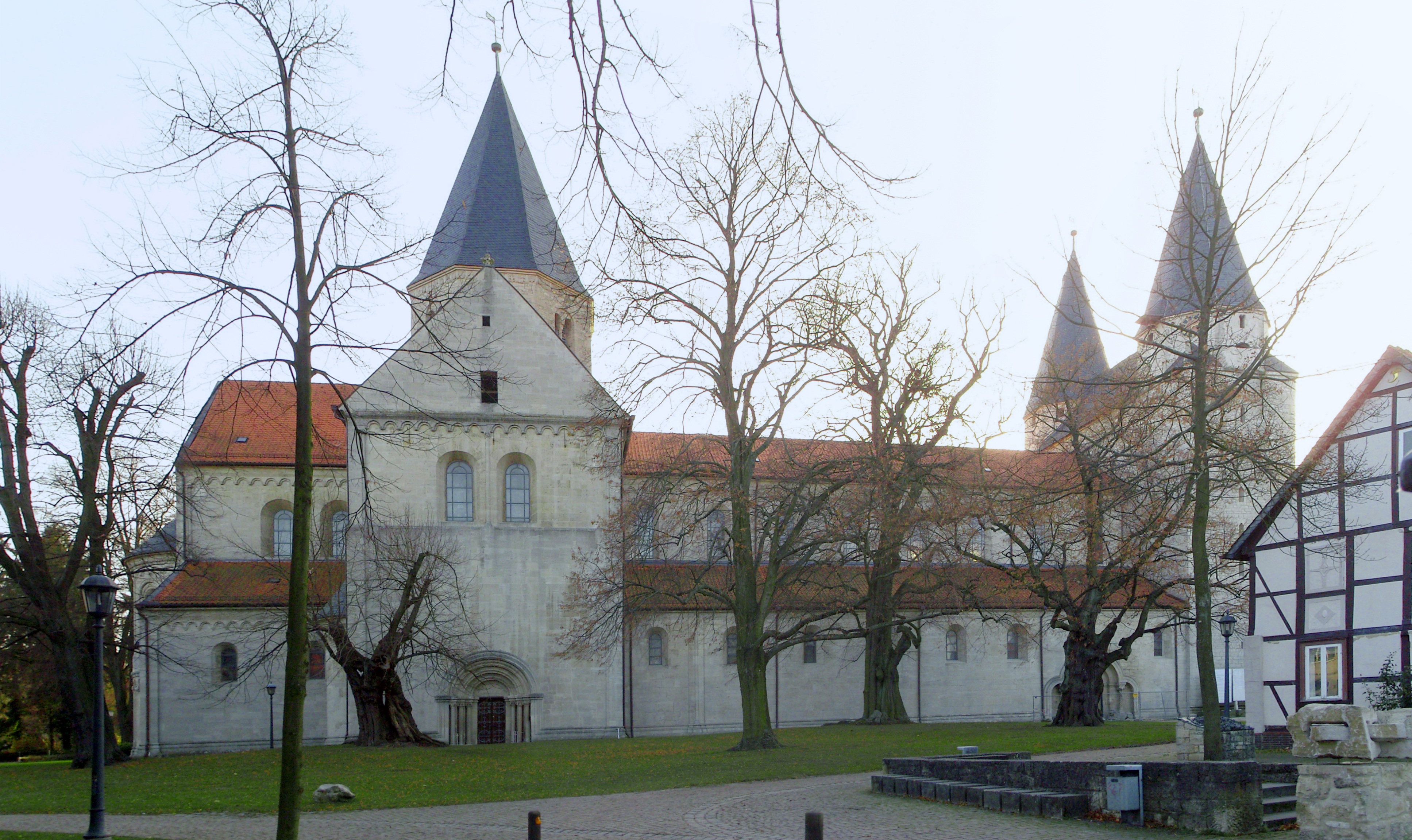
Der Kaiserdom von Norden

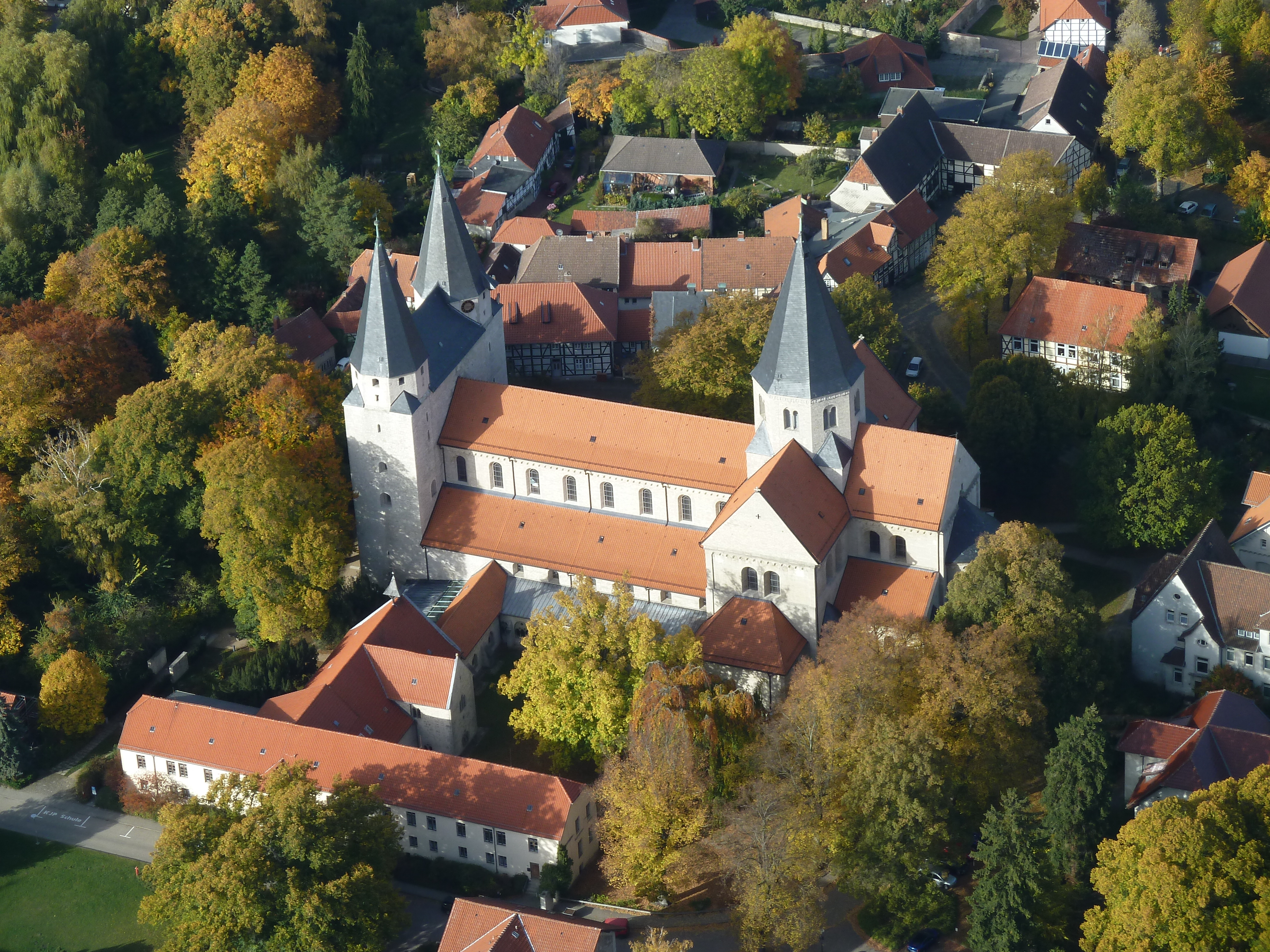
Der Kaiserdom aus der Luft

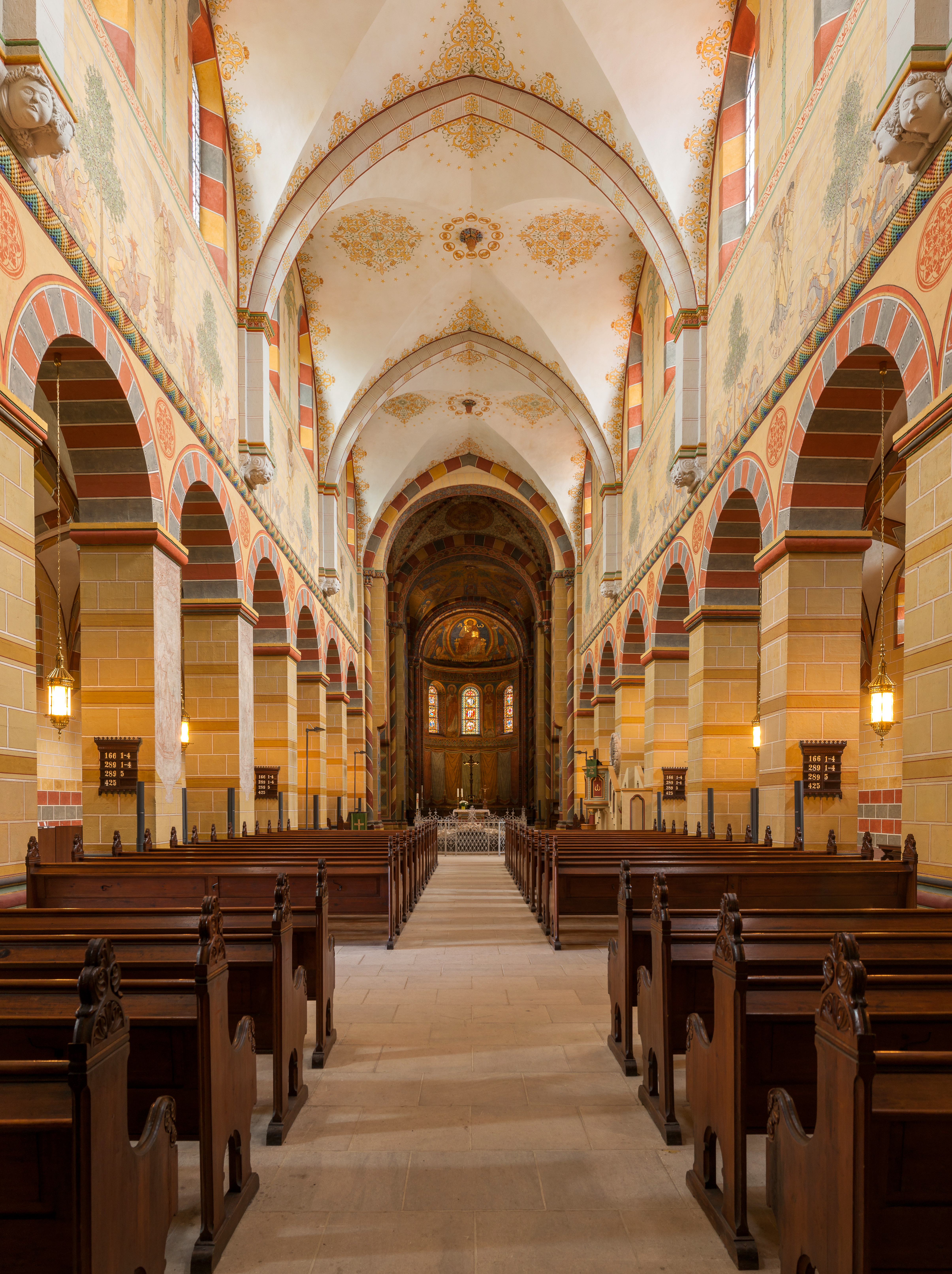
Kircheninnenraum

Der Kaiserdom in Königslutter am Elm mit dem Patrozinium der Apostel Petrus und Paulus wurde 1135 von Kaiser Lothar III. als Benediktiner-Abteikirche und Grablege für sich und seine Familie gestiftet. Die Fertigstellung des romanischen Bauwerkes erfolgte – nach Lothars Tod und dem Übergang des Kaisertums an die Staufer – um 1170 unter Heinrich dem Löwen. Das Kirchengebäude ist eine kreuzförmige Pfeilerbasilika, die mit 75 m Länge und 18 m Höhe für damalige Zeit enorme Ausmaße hatte. Der Kaiserdom wurde an der höchsten Stelle im Ort errichtet.

## Bedeutung
Der Dom zählt zu den wichtigsten Kulturdenkmälern der Romanik in Deutschland und war das erste Großgewölbe nördlich des Harzes. Er war als Symbol imperialer Würde angelegt und ist von der Bedeutung her dem salischen Kaiserdom zu Speyer gleichzusetzen. Der Bau lässt die unmittelbare Nachfolge zu oberitalienischen Kirchen wie den Domen von Modena, Verona und Piacenza erkennen.
Der Kaiserdom Königslutter ist ein Geopunkt des Geoparks Harz – Braunschweiger Land – Ostfalen und namensgebend für die Landmarke 24 des Geoparks.

## Geschichte

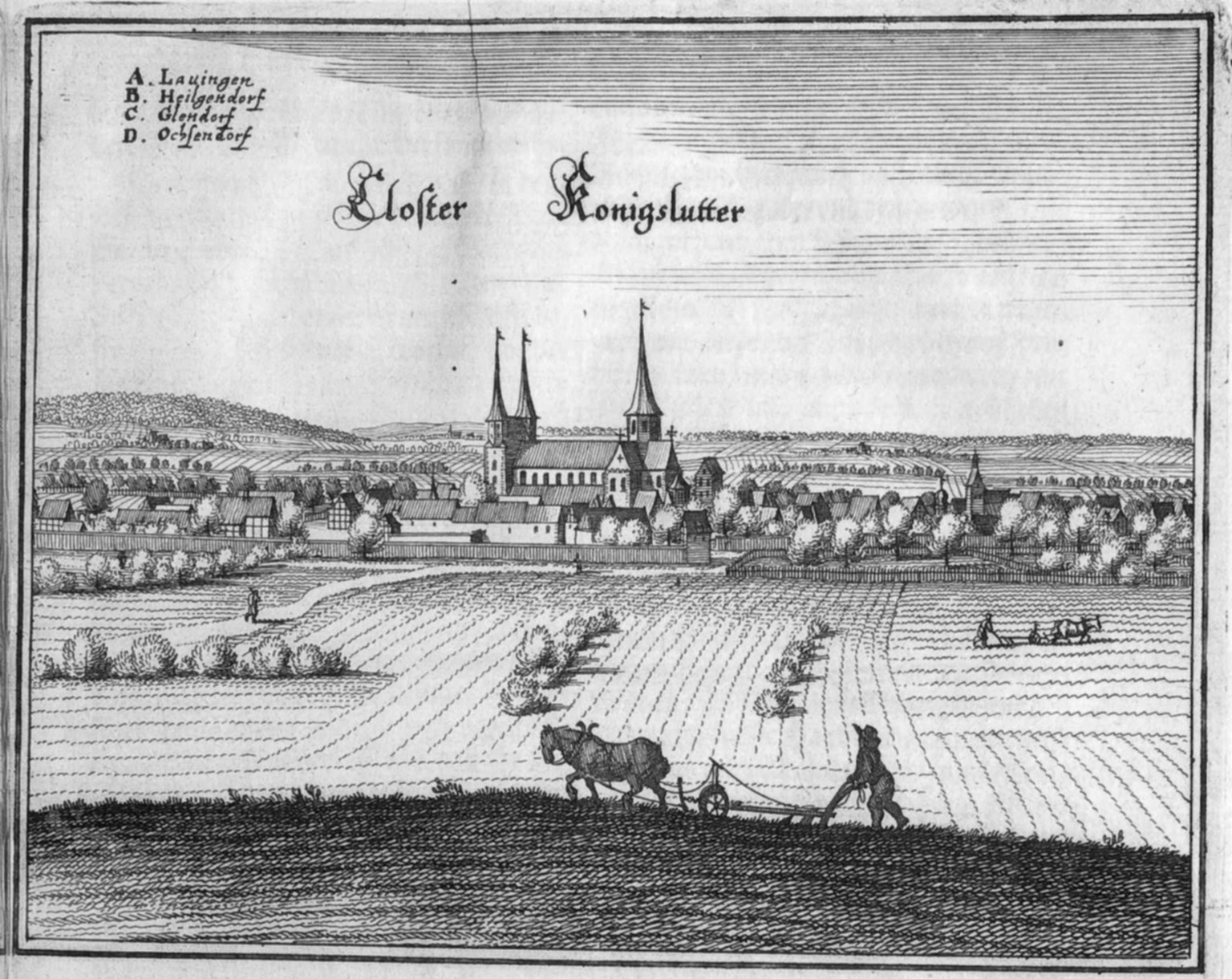
Merian-Kupferstich um 1650 vom Dom

Vorläufer des Kirchenbaus war ein Kanonissenstift, das die Grafen von Haldensleben im 11. Jahrhundert errichteten. Es lag nahe dem damaligen Dorf Lutter am Bach Lutter, der hier am Rande des Elms entspringt. 1135 wandelte Kaiser Lothar, seit 1125 deutscher König und 1133 deutscher Kaiser, das Stift in ein Benediktinerkloster um. Dabei stiftete er den nun entstehenden Kaiserdom als Abteikirche. In der Gründungsurkunde ließ er dem Kloster umfangreichen Grundbesitz nahe dem Dorf, Waldanteile im Elm und weiteren Streubesitz bis zum etwa 20 km entfernten Drömling, u. a. die Wulvosburg, vermutlich ein Vorläuferbau der Wolfsburg, zukommen.
Zwei Jahre nach Baubeginn starb Kaiser Lothar von Süpplingenburg 1137 in Tirol bei der Rückkehr von einem Italienfeldzug. Seine sterbliche Überreste wurden in der noch nicht fertiggestellten Kirche beigesetzt. Nach seinem Tode wurde das Bauwerk in einer einfacheren Weise mit reduzierten Plänen vollendet. Die beiden Westtürme wurden erst im 15. Jahrhundert vollendet. Vom Gründer Kaiser Lothar mit zahlreichen Reliquien ausgestattet, entwickelte sich die Kirche im späten Mittelalter zu einem bekannten Wallfahrtsort. Hauptwallfahrtstag war der 29. Juni, das Fest der beiden Kirchenpatrone Peter und Paul. Wallfahrer kamen aus Lübeck, Lüneburg, dem Rheinland und Thüringen.
Mit Einführung der Reformation im Herzogtum Braunschweig-Lüneburg wurde auch der Kaiserdom lutherisch. Die Abtei bestand als evangelisches Stift unter der Leitung lutherischer Äbte fort. Zu den bedeutendsten unter ihnen zählt Johann Fabricius (Abt von 1701 bis 1729). Er wurde in der Stiftskirche beigesetzt; sein Epitaph befindet sich im südlichen Querhaus.

### Liste der Pastoren und Superintendenten seit der Reformation
Seit der Reformation hatten folgende Personen das Amt des Pastors beziehungsweise die Superintendentur inne:

## Baubeschreibung

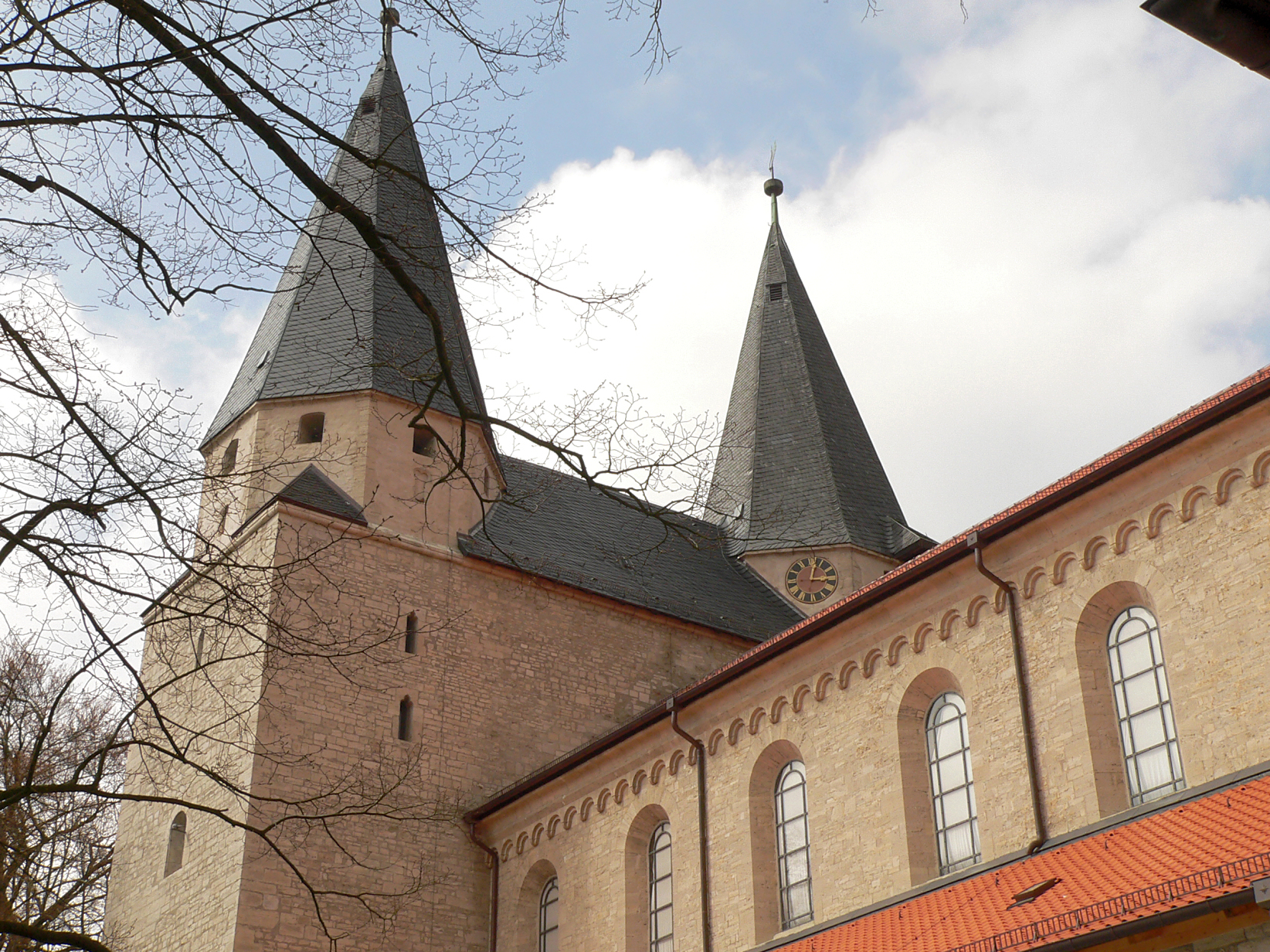
Seitenansicht des Mittelschiffs von der Südseite

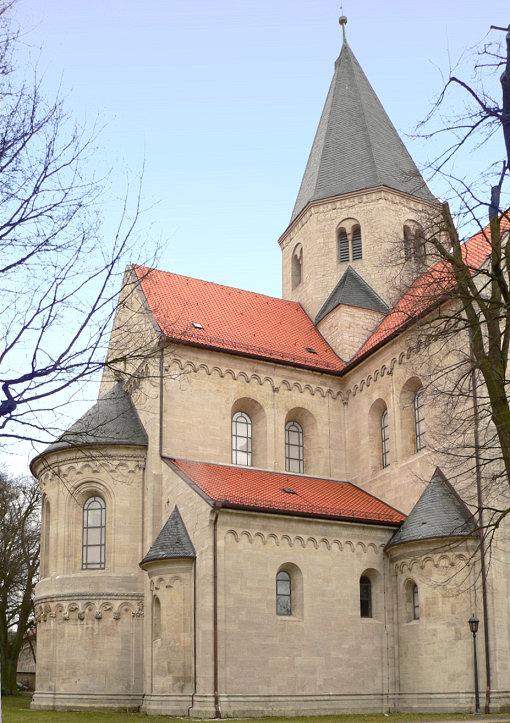
Ostseite mit Apsis und Vierungsturm

Die Kirche ist eine dreischiffige Basilika auf Kreuzgrundriss mit doppeltürmigem Westwerk und oktogonalem Vierungsturm. An der unterschiedlichen Ausführung ihrer Teile sind zwei Bauphasen ablesbar. Zuerst entstand 1135 bis ca. 1150 der große Mönchschor im Osten, der in der Tradition von Cluny II steht. Von Cluny in Burgund in Frankreich ging im 10. Jahrhundert die Reform des Benediktinerordens aus. Von seinen insgesamt drei Kirchenbauten gaben die letzten beiden entscheidende Anregungen für die Architektur der anderen Ordenskirchen. Der Ostteil der Kirche hatte als Ideal den Schmuckreichtum dieses französischen Baus vor Augen.
Jedoch wurden 1150/60 die Pläne geändert, und mit dem Beginn des Westbaus und der Ausführung des Langhauses wurde mit asketischer Formensprache ein deutlicher Gegensatz zu der schmuckreichen Ostpartie gesetzt. Hier fand eine Rückkehr zu den ältesten lokalen Bautraditionen mit einem rechteckigen, niedersächsischen Westbau mit zwei Türmen statt. Das Hauptschiff wurde erst 1695 eingewölbt, bis dahin hatte es eine bei romanischen Kirchen häufige flache Holzdecke. Chor und Nebenschiffe wurden bereits beim Bau als Kreuzgewölbe ausgeführt.
Das Bauwerk besteht aus Elmkalkstein, der nahe dem Ort an den Hängen des Elms gebrochen wurde. Besondere Bedeutung erlangte der Dom durch den reichen künstlerischen Schmuck in Form von Bildhauerarbeiten lombardischer Steinmetze. Dazu gehört vor allem der Kircheneingang, das Löwenportal und der Jagdfries an der äußeren Fassade.

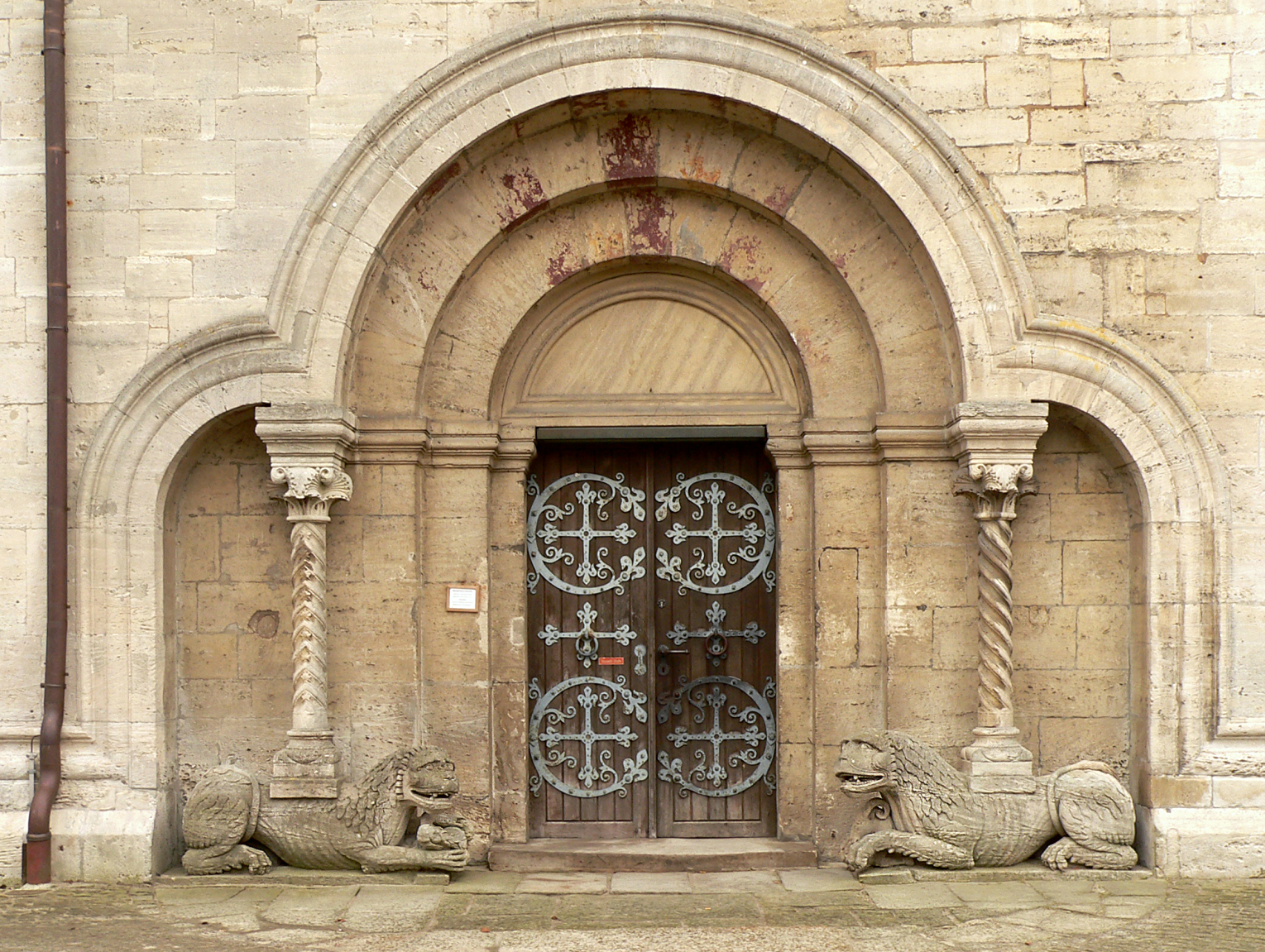
Löwenportal

Das Löwenportal des nördlichen Seitenschiffes stammt aus der ersten Bauphase. Die Bauplastik, die sich nicht nur hier, sondern auch an den Ostteilen und am Kreuzgang zeigt, hat sehr große Ähnlichkeit mit Bauten in Ferrara, Verona und Piacenza in der Lombardei, sodass man annimmt, eine Gruppe von vorher in Italien tätigen Steinmetzen habe diese Formen nach Königslutter gebracht. Bedeutungsvoll dabei ist, dass der oberitalienische Vorbildkreis durch die Aufnahme antiker Formen geprägt ist. So wurden also durch Italien antikisierende Einzelformen nach Königslutter gebracht. So etwas war in Sachsen vorher unbekannt, ebenso wie der monumentale Gewölbebau und die anspruchsvolle Mauertechnik. Der erste Bau von Königslutter hat als eine kaiserliche Stiftung prägende Wirkung gehabt. Königslutter ist das sächsische Gegenstück zum salischen Kaiserdom in Speyer.

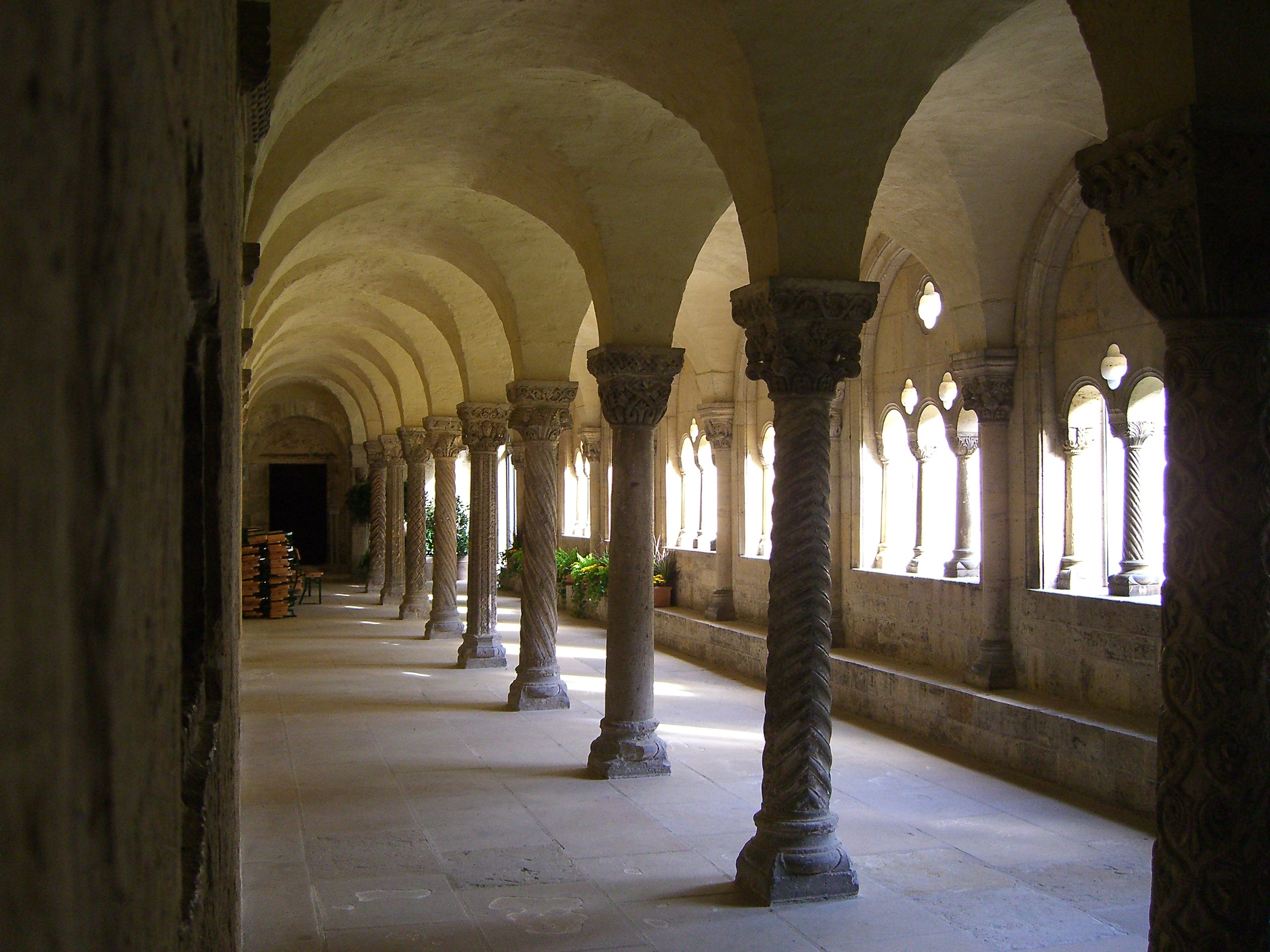
Kreuzgang

Sehenswert ist der Kreuzgang, entstanden ab 1150, von dem der Nord- und der Westflügel noch erhalten ist. Der ältere Nordflügel gehört mit seinem Reichtum an ornamentierten Säulen und Kapitellen zu den schönsten seiner Art in Deutschland.

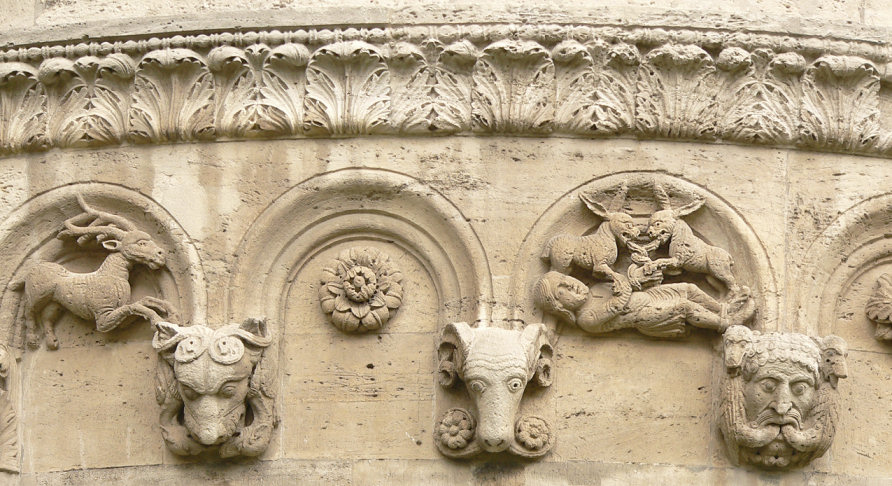
Jagdfries an der Apsis mit Szene: Hasen fesseln Jäger

Zum sogenannten Jagdfries an der Außenwand der Apsis gibt es mehrere Deutungen. Kopfzerbrechen bereitet die Deutung der mittleren, zentralen, nach Osten ausgerichteten Szene „Hasen fesseln Jäger“. Das Gros der Forschung deutet diese Szene auf der Basis biblischer Texte sowie spätantiker und mittelalterlicher Auslegungsliteratur – zum Beispiel die Schriften der Kirchenväter oder der Physiologus – als Sieg des Guten über das Böse. Jürgen Bernhard Kuck hingegen vertritt die Ansicht, der Fries inszeniere über die dargestellten, offensichtlichen Jagdszenen hinaus den Menschen als Opfer des Teufels und sieht im Relief „Hasen fesseln Jäger“ ein Vexierbild, das bewusst an jener Stelle angebracht sei, hinter der sich auf der anderen Seite der Mauer, im Innenraum der Apsis, der Altar befinde.
Eine spiegelverkehrte Inschrift Hoc opus eximium vario celamine mirum sc (ulpsit) – „Dieses vortreffliche Werk, durch mannigfaltige Meißelarbeit wunderbar, hat gemeißelt“ am Ende des Jagdfrieses bricht an der Stelle ab, wo ein Künstlername zu erwarten wäre. Statt diesem befindet sich darunter die Darstellung eines Jägers, der einen erlegten Hasen schultert. Man deutet sie als versteckte Künstlersignatur des zu den Magistri Comacini gehörenden Nicolaus von Verona. Sein Name setzt sich aus den griechischen Wörtern nikáo (siegen) und laós (Volk) zusammen. Zum Hasenbesieger nikáo lagos wird er durch das Hinzufügen des Buchstabens g. Es ist davon auszugehen, dass die Bildbetrachter ein ausreichendes Maß an Bildung besaßen, um die versteckte Signatur über den Umweg des Griechischen zu entschlüsseln.
Es wird vermutet, dass die an der Dombauhütte tätigen Steinhauer und Steinmetze einen „Königslutteraner Stil“ verbreiteten. Die Bauweise des Domes diente als Vorbild für andere Sakralbauten im südlichen Niedersachsen und auch im Gebiet bis zur Elbe.
Seit 1986 gibt es gegenüber dem Dom ein Kaiserdom-Museum in einem Gebäude, das ehemals von einer Steinmetzschule genutzt wurde. Es informiert über die Baugeschichte der Kirche, deren Bauherrn Kaiser Lothar und das Benediktinerkloster und beherbergt ein Steinmetzmuseum.
Von 2002 bis zur 875-Jahr-Feier 2010 wurden umfangreiche Sanierungsarbeiten durchgeführt.

### Kaisergrab

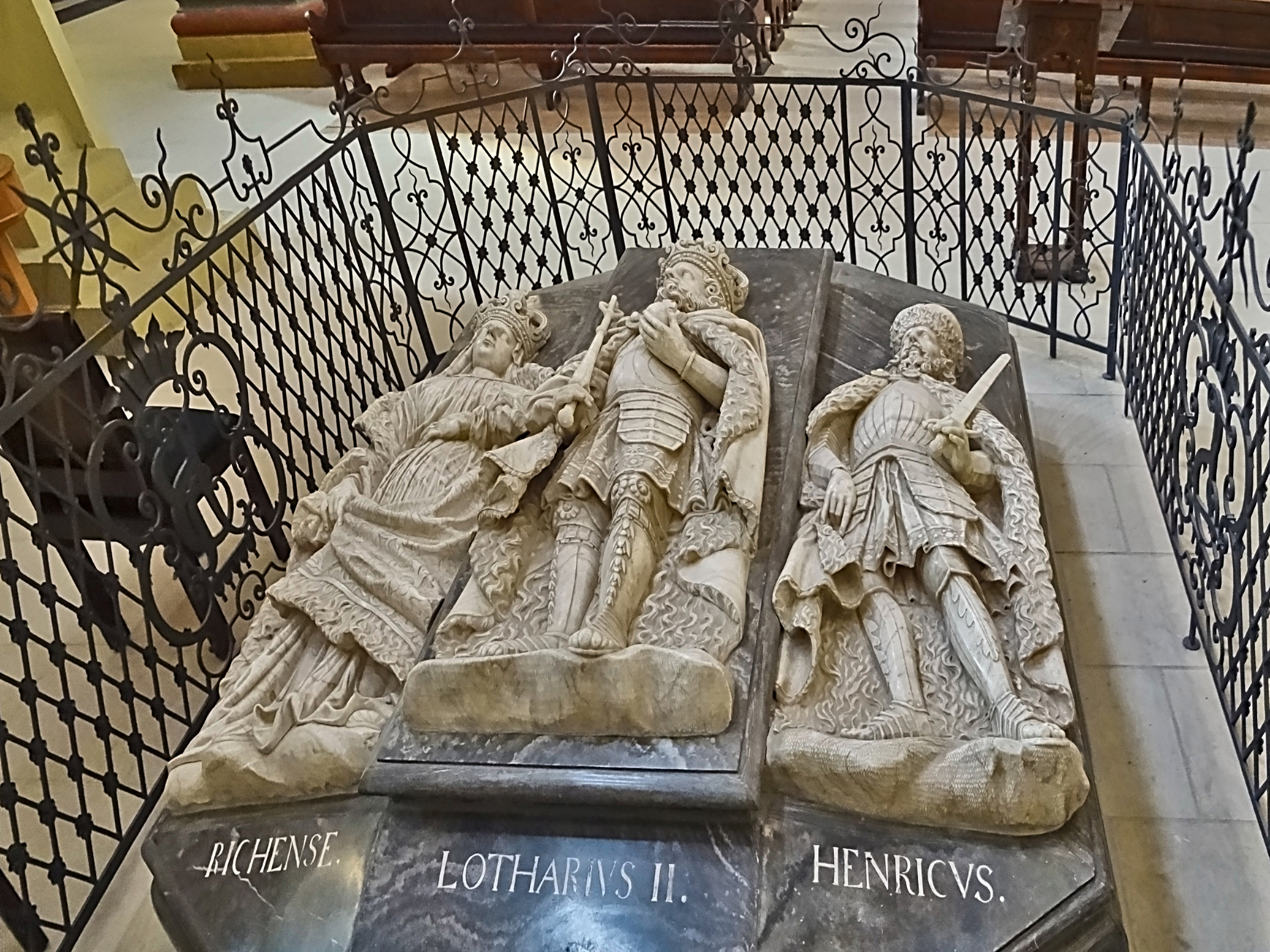
Sarkophag Kaiser Lothars, seiner Frau Richenza und ihres Schwiegersohns Heinrich

Neben Kaiser Lothar III. sind im Kaisergrab im Inneren der Kirche beigesetzt:
- Lothars Schwiegersohn Heinrich der Stolze († 1139) (Vater Heinrichs des Löwen)
- Lothars Gemahlin Richenza († 1141)
- unbekanntes Kind

Auf dem Kaisergrab befindet sich die lateinische Namensbezeichnung Lotharius II. Lothar selbst nannte sich „der Dritte“. Er war der dritte Herrscher dieses Namens seit Karl dem Großen. Allerdings war einer seiner Vorgänger „nur“ König und nicht Kaiser (Lothar II., Herrscher über das Mittelreich Lothringen). In der Barockzeit, als der Sarkophag gestaltet wurde, orientierte sich die Zählung nur an den Herrschern mit Kaiserwürde.
Das Kaisergrab wurde bereits 1620 geöffnet. Dabei entnahm man den bleiernen Reichsapfel und eine Schrifttafel, die Lothars Tod und die damalige politische Situation beschreibt. Außerdem wurden Grabkrone, Schwert und Kelche entnommen, die seitdem verschollen sind. 1708 wurde das Grab durch den Bildhauer Michael Helwig neu gestaltet, da 1640 herabstürzende Gewölbe das alte Grabmal zerschlagen hatten. Eine erneute Graböffnung erfolgte 1978 durch Archäologen. Dabei wurden weitere Funde gemacht, wie Teile eines bleiernen Szepters, ein sogenannter Thebalring aus Gold und ein Silberring mit den christlichen Symbolen Alpha und Omega. Das Grab der Kaiserin enthielt eine Grabkrone aus Blei und einen Blumenstrauß.

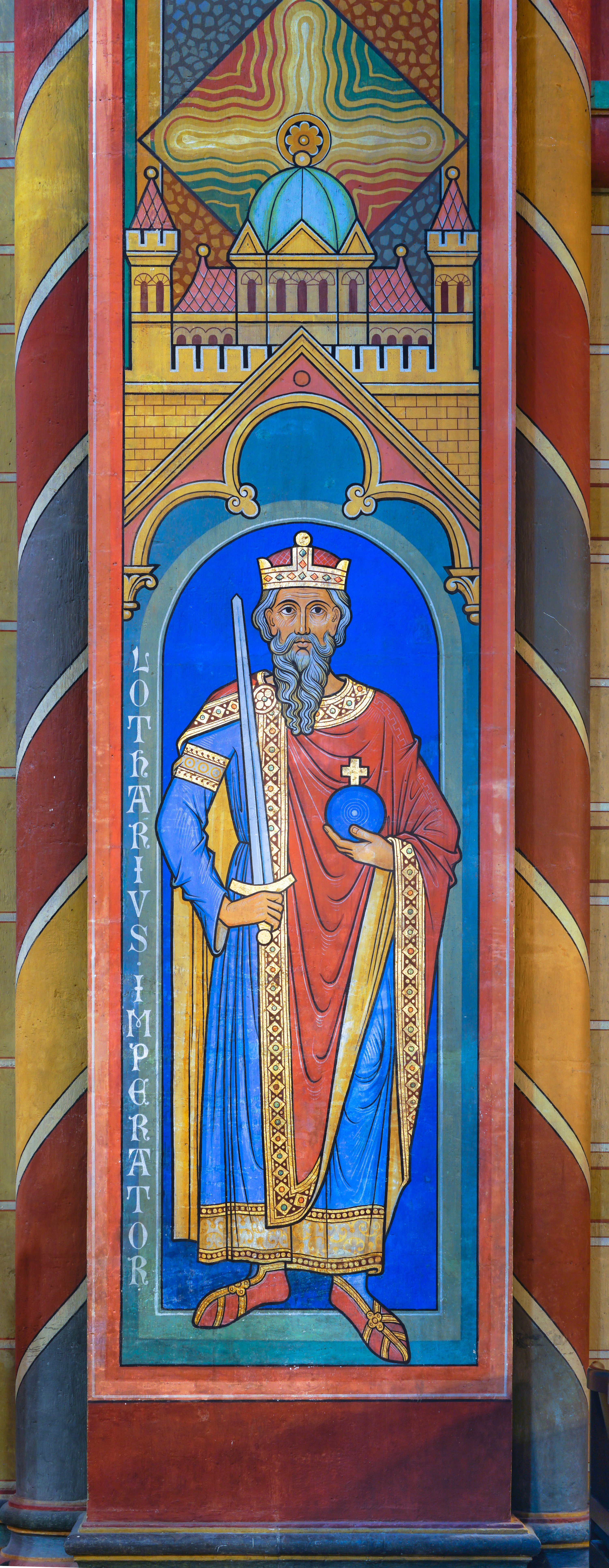
Lothar, Wandbild am nordöstlichen Vierungspfeiler
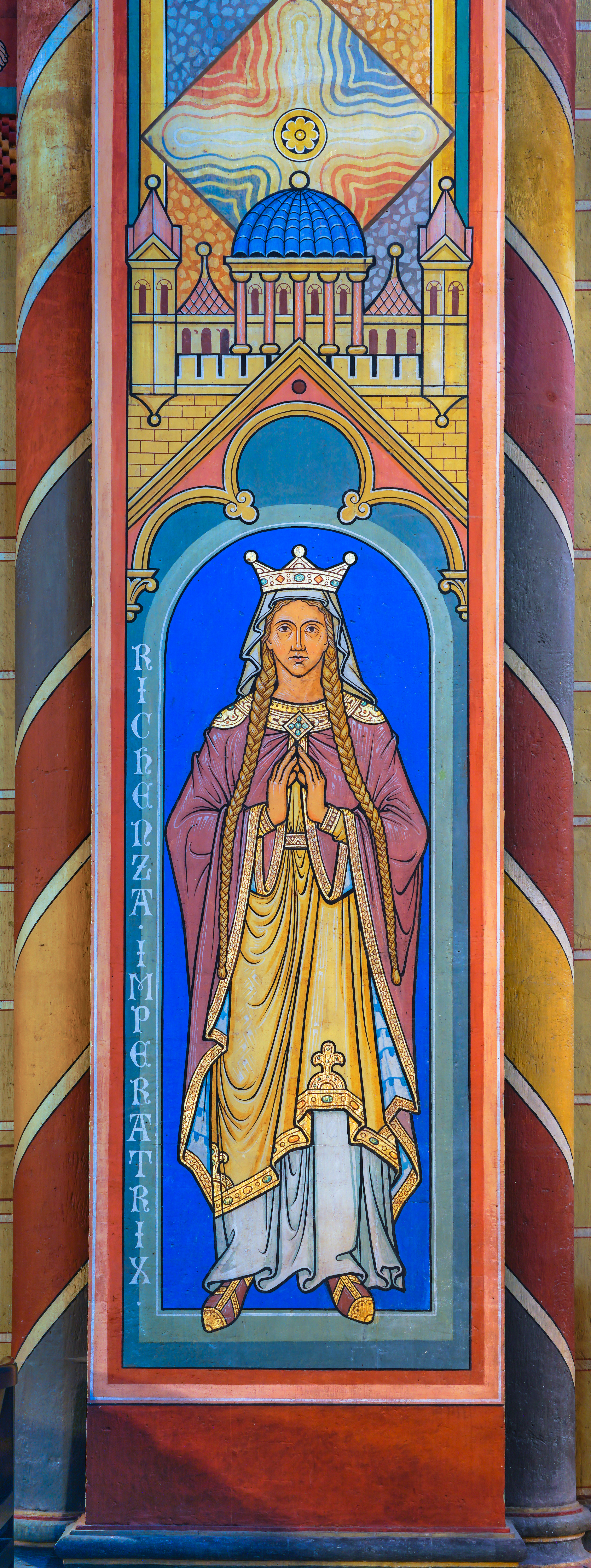
Richenza, Wandbild am südöstlichen Vierungspfeiler

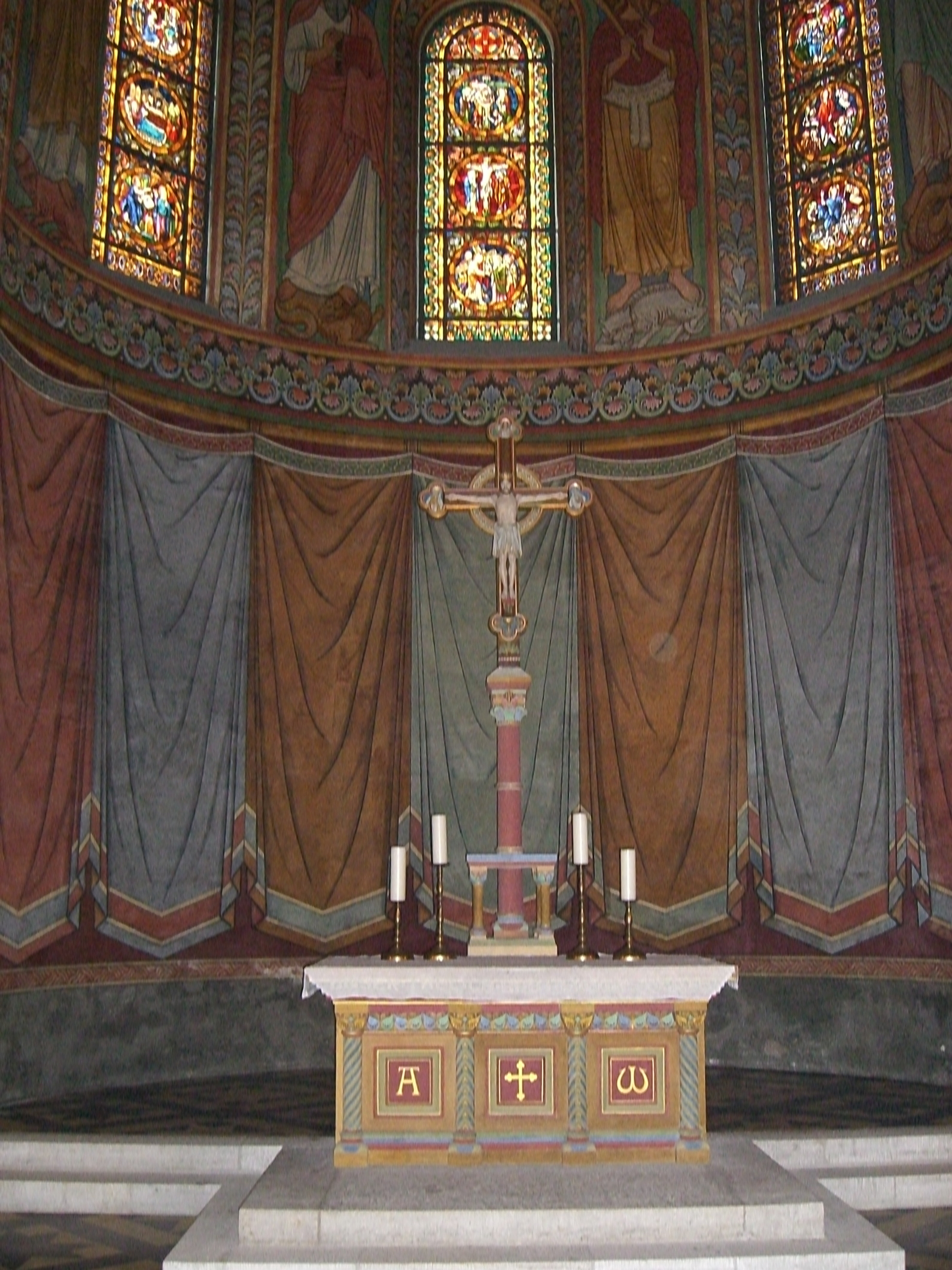
Altar; an der Rückwand Draperie-Malereien

Chorraum-Nordwand, Ausmalung von Adolf Quensen

### Ausmalung
Ende des 19. Jahrhunderts war die frühere mittelalterliche Kirchenausmalung mit gelber Farbe überstrichen. Auf Anregung von Prinz Albrecht von Preußen wurde eine Instandsetzung der Kirche beschlossen. Dazu gehörte eine neue Ausmalung des Kircheninnenraums, die 1887–1894 durch den Braunschweiger Hofdekorationsmaler Adolf Quensen nach Entwürfen von August Essenwein erfolgte. Der historistische Malstil lehnt sich an romanische, in den Gewölben an barocke Vorbilder an. Die Malereien gelten heute als ein bedeutendes Zeitdokument des ausgehenden 19. Jahrhunderts.
Rund 100 Jahre später wurden in den 1990er Jahren erhebliche Schäden an den Malereien festgestellt, die aus den Umweltbedingungen wie saurer Regen und Bausicherungsverfahren in den 1960/70er Jahren resultierten, als Zuganker und 300 Tonnen Beton ins Mauerwerk eingebracht wurden. Durch diese Bedingungen und die Alkalität des Betons in ein Kalksteinmauerwerk wurde die Salzbildung forciert und dadurch die Malerei geschädigt. Seit der 2010 abgeschlossenen Restaurierung ist die Ausmalung des 19. Jahrhunderts in ihrer ursprünglichen Farbkraft vollständig wiederhergestellt.

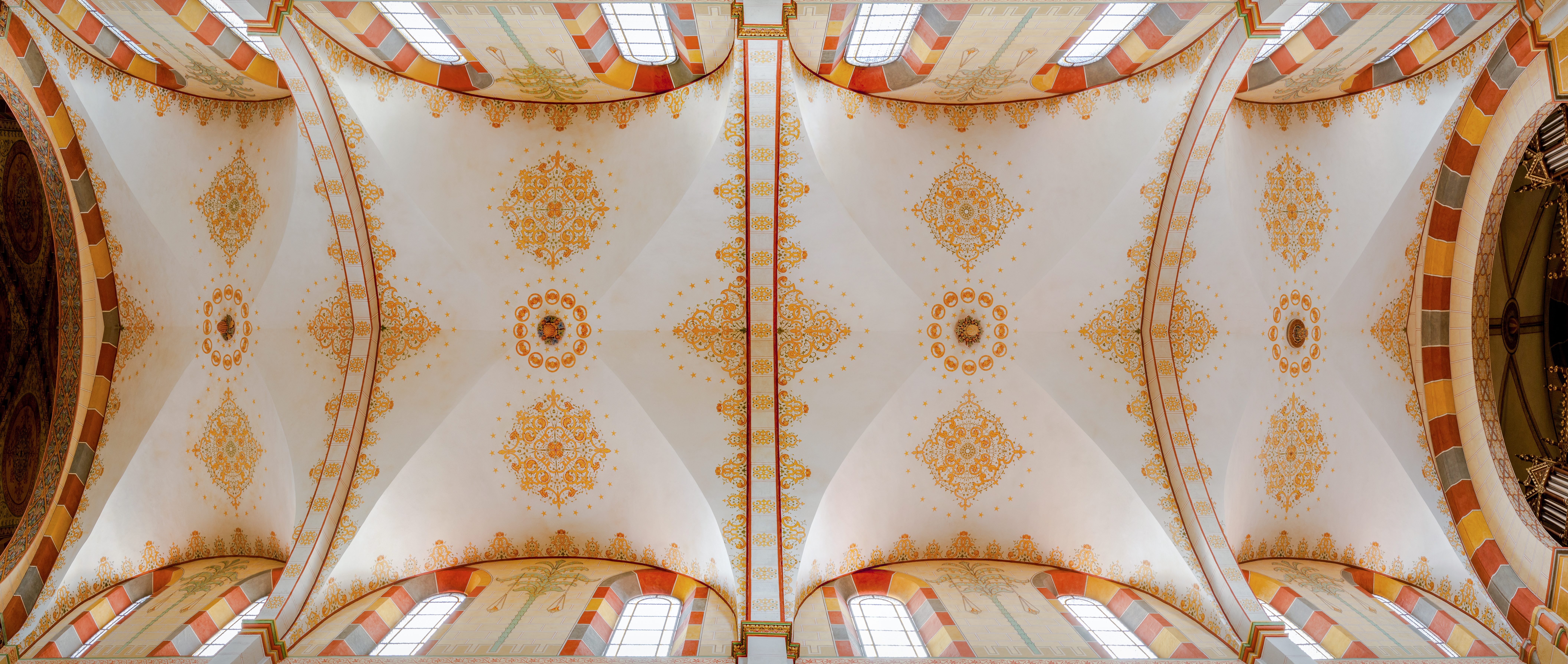
Decke des Hauptschiffs
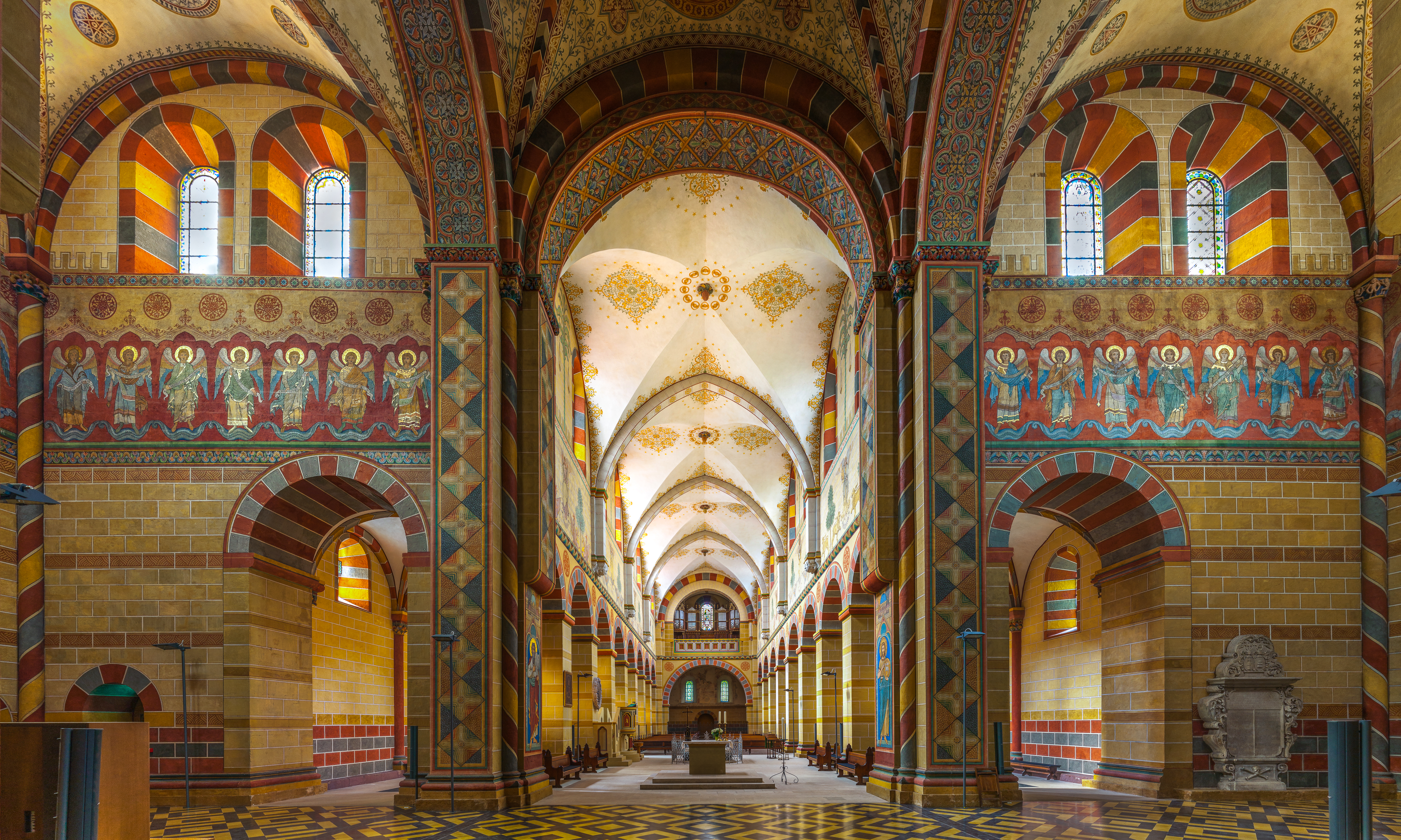
Ausmalung in Quer- und Hauptschiff
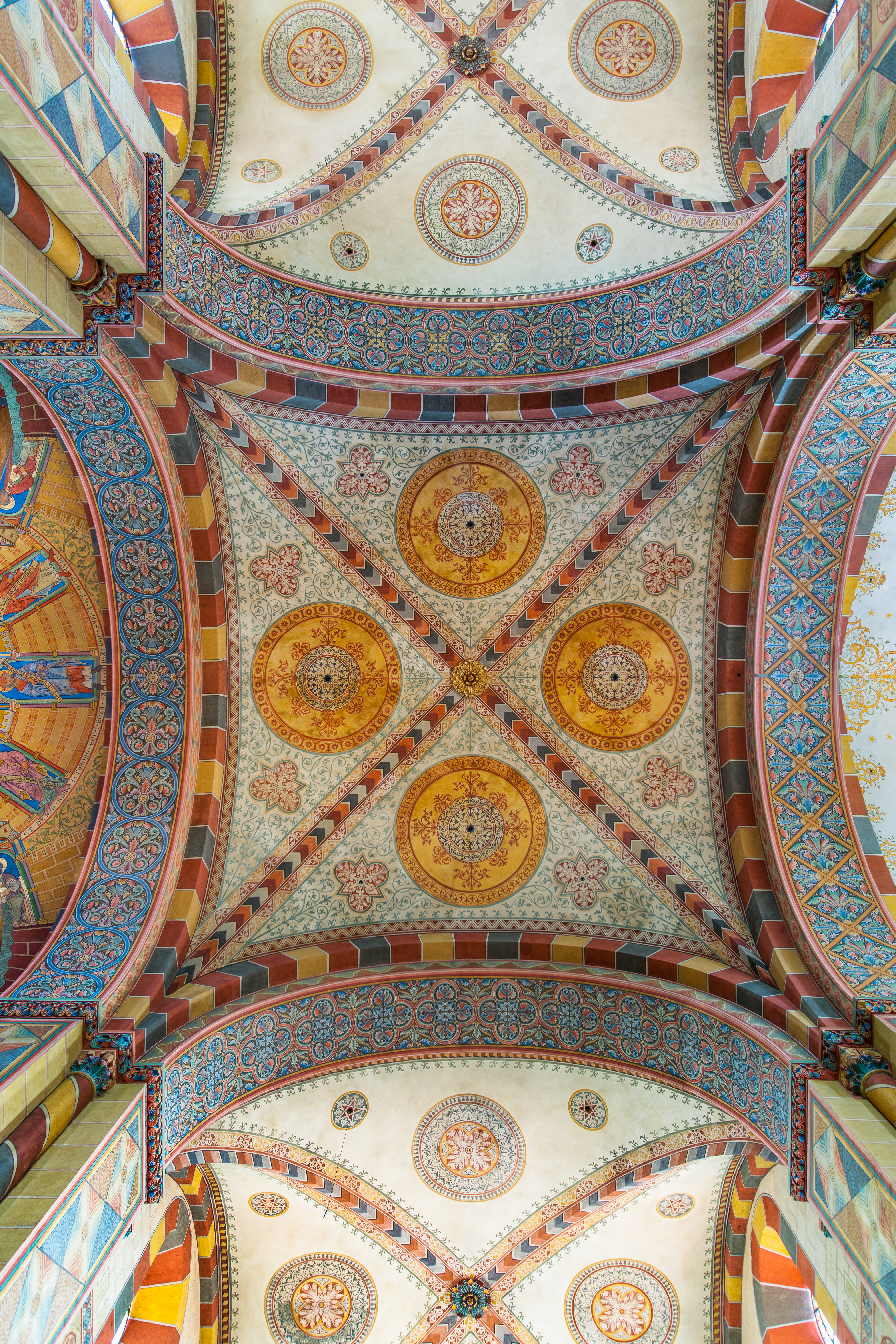
Fresko der Vierung
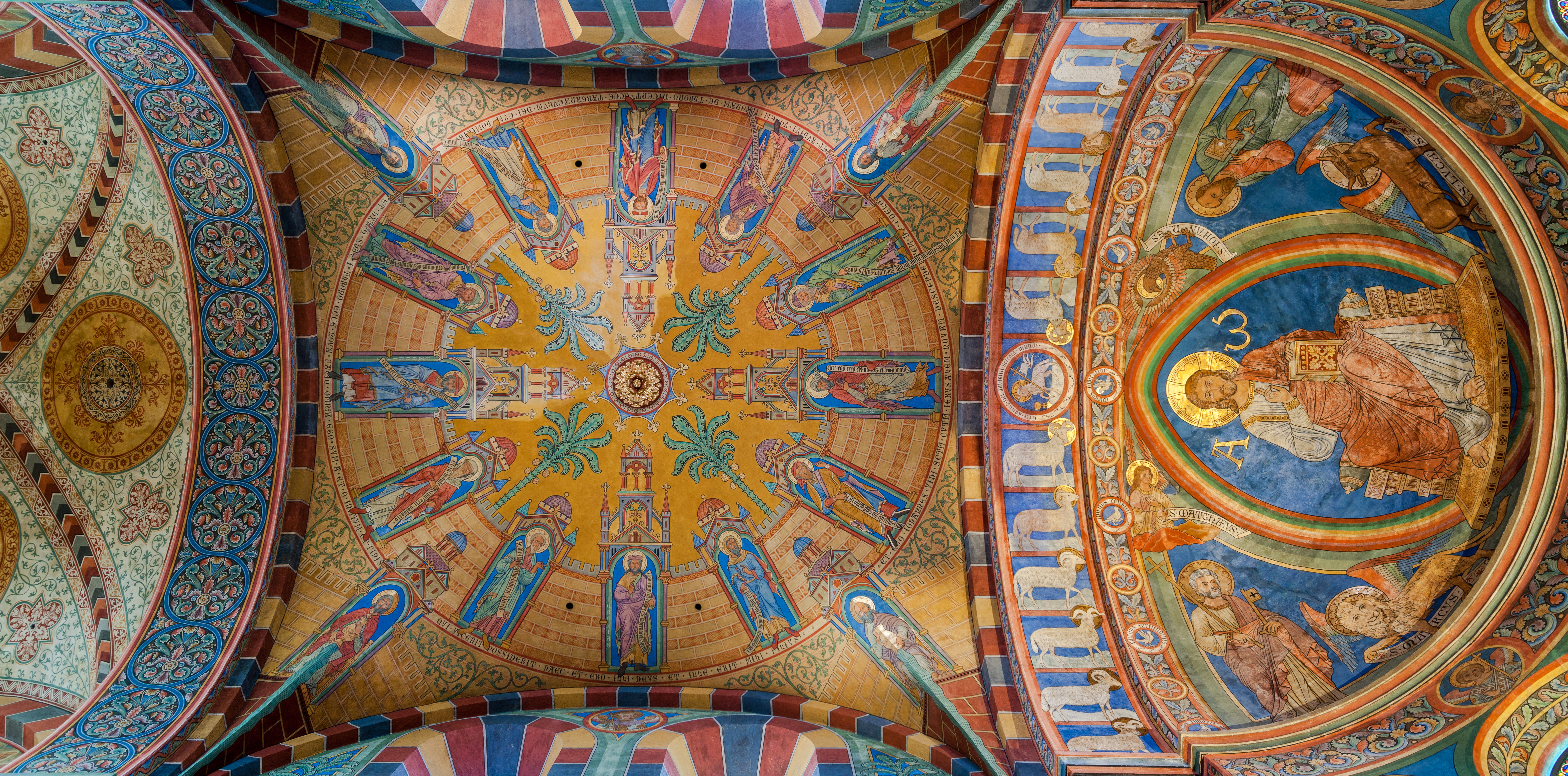
Deckenbemalung in Chorraum und Apsis

### Orgel
Die große romantisch-sinfonische Orgel auf der Empore wurde 1892–1895 von der Orgelbaufirma Furtwängler & Hammer (Hannover) erbaut. 1984 wurde das Instrument durch die Orgelbaufirma Hillebrand umgebaut und elektrifiziert. Im Zuge einer umfassenden Sanierung der Orgel in den Jahren 2008 bis 2010 wurde das Instrument von der Orgelbaufirma Hartwig Späth (Freiburg) in den historischen Zustand von 1895 zurückgeführt. Bei dem Umbau der Orgel 1984 wurden die Abstrakten und Winkelbalken eingelagert. Dieser glückliche Umstand ermöglichte, die alte mechanische Traktur zu restaurieren und wieder einzubauen. Das Kegelladen-Instrument hat 44 Register auf drei Manualen und Pedal, das Echowerk ist schwellbar. Die Trakturen sind mechanisch.
| I Hauptwerk C–f3 |                |       |
| 01.              | Prinzipal      | 16′   |
| 02.              | Bourdon        | 16′   |
| 03.              | Prinzipal      | 8′    |
| 04.              | Großgedeckt 0  | 8′    |
| 05.              | Gambe          | 8′    |
| 06.              | Hohlflöte      | 8′    |
| 07.              | Octave         | 4′    |
| 08.              | Gemshorn *     | 4′    |
| 09.              | Gedecktflöte   | 4′    |
| 10.              | Quinte         | 2 ⁄3′ |
| 11.              | Octave         | 2′    |
| 12.              | Cornett III-IV | 2 ⁄3′ |
| 13.              | Mixtur III-V   | 2′    |
| 14.              | Trompete       | 8′    |

| II Seitenwerk C–f3 |                          |       |
| 15.                | Quintatön                | 16′   |
| 16.                | Prinzipal                | 8′    |
| 17.                | Fugara *                 | 8′    |
| 18.                | Gemshorn *               | 8′    |
| 19.                | Doppelflöte              | 8′    |
| 20.                | Rohrflöte                | 4′    |
| 21.                | Viola *                  | 4′    |
| 22.                | Nasat                    | 2 ⁄3′ |
| 23.                | Harmonieflöte            | 2′    |
| 24.                | Progressiv harm. II-IV 0 |       |
| 25.                | Clarinette *             | 8′    |
|                    | Tremulant                |       |

| III Echowerk C–f3 |                          |     |
| 26.               | Aeoline                  | 16′ |
| 27.               | Geigenprinzipal          | 8′  |
| 28.               | Flöte trav.              | 8′  |
| 29.               | Lieblich Gedackt         | 8′  |
| 30.               | Salicional (Schwebung) 0 | 8′  |
| 31.               | Aeoline                  | 8′  |
| 32.               | Violine                  | 4′  |
| 33.               | Zartflöte *              | 4′  |
| 34.               | Oboe *                   | 8′  |

| Pedal C–f1 |                 |         |
| 35.        | Prinzipalbass 0 | 16′     |
| 36.        | Violon          | 16′     |
| 37.        | Subbaß          | 16′     |
| 38.        | Quintenbaß      | 10 2⁄3′ |
| 39.        | Oktavbaß        | 8′      |
| 40.        | Flötenbaß       | 8′      |
| 41.        | Cello           | 8′      |
| 42.        | Oktave          | 4′      |
| 43.        | Posaune         | 16′     |
| 44.        | Trompete *      | 8′      |

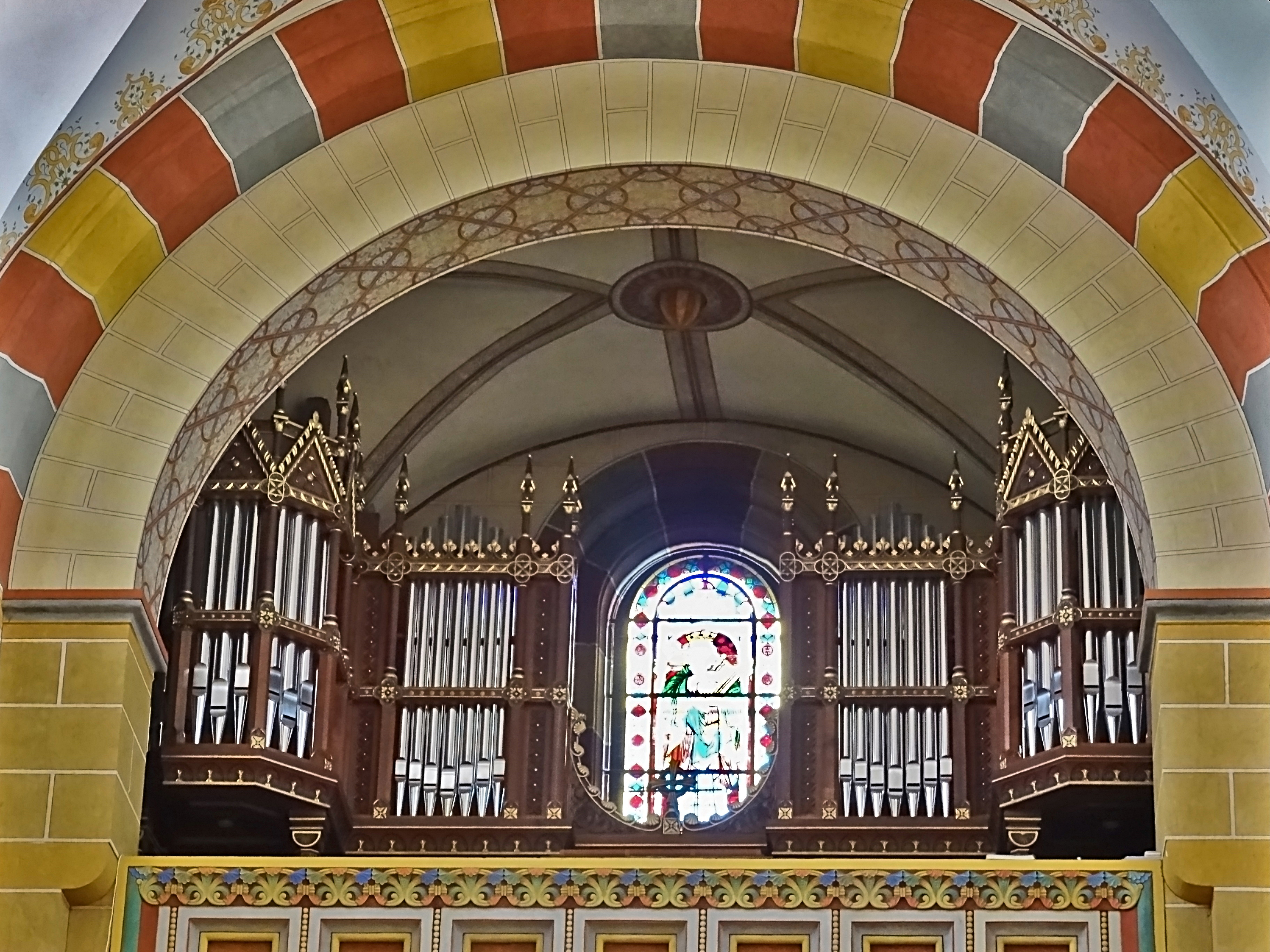
Furtwängler & Hammer-Orgel

- Die mit einem * gekennzeichneten Register waren umgestellt oder verändert und wurden bei der Sanierung (2008–2010) auf den ursprünglichen Standort zurückgeführt.
- Die Register 4, 26 und 28 waren nur auf der Lade vorbereitet und konnten nach originalen Unterlagen eingebaut werden.

- Koppeln: II/I, III/I, III/II, I/P, II/P, III/P
- Spielhilfen: Feste Kombinationen: p, pp, mf, forte, tutti, Fortepedal, Pianopedal; moderne Setzeranlage mit Sequenzer, Schwelltritt für das Echowerk

## Kaiser-Lothar-Linde

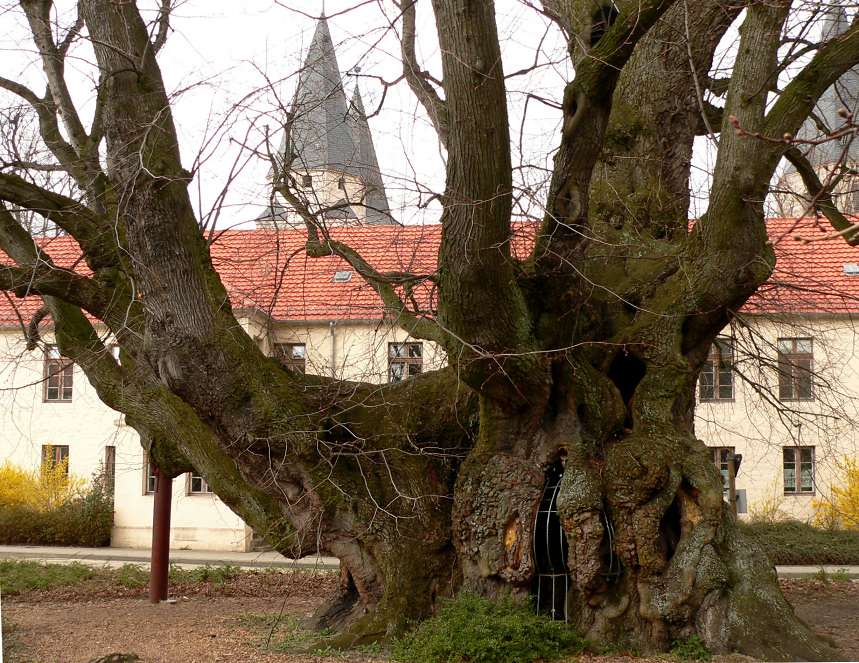
Kaiser-Lothar-Linde, im Hintergrund der Dom

Die Kaiser-Lothar-Linde nahe dem Dom ist ein Naturdenkmal von überregionaler Bedeutung, da der Baum zu den ältesten und dicksten Linden in Niedersachsen zählt. Der Baum soll im Jahr des Baubeginns des Doms 1135 an einer Richtstätte gepflanzt worden sein. Ob er tatsächlich fast 900 Jahre alt ist, ist nicht bekannt. Im Volksmund wird die Linde auch die Tausendjährige Linde genannt. Der Baum ist heute etwa 20 m hoch und hat einen Stammumfang zwischen 11 und 15 m. Er wächst nicht mehr in die Höhe, sondern nur noch in die Breite. Der Stamm ist im Inneren ausgemauert. Der unterste, vom Stamm abgehende Ast in 1,5 m Höhe ist gegen Abbrechen abgestützt. Außerdem halten Drahtseile den Baum zusammen. Seit 1956 ist er ein Naturdenkmal, 1975 wurde eine Baumpflegemaßnahme durch einen Baumchirurgen durchgeführt.

## Domkonzerte Königslutter
Seit 1980 werden im Kaiserdom die Domkonzerte Königslutter angeboten. Veranstalter ist der Verein Domkonzerte Königslutter e. V.